# Resolució 1326 del Consell de Seguretat de les Nacions Unides
La Resolució 1326 del Consell de Seguretat de les Nacions Unides, adoptada sense votació el 31 d'octubre de 2000 després d'haver examinat la petició de la República Federal de Iugoslàvia per poder ser membre de les Nacions Unides. En aquesta resolució, el Consell va recomanar a l'Assemblea General l'acceptació de República Federal de Iugoslàvia com a membre.
L'any 2003, la República Federal de Iugoslàvia va passar a ser Sèrbia i Montenegro. Després que Montenegro es convertís en estat independent l'any 2006, la participació va continuar dins de les Nacions Unides, coneguda com a República de Sèrbia. En conseqüència, Sèrbia és l'estat successor de la República Federal de Iugoslàvia en les Nacions Unides.